# George Howard Earle
George Howard Earle III, född 5 december 1890 i Chester County i Pennsylvania, död 30 december 1974 i Bryn Mawr i Pennsylvania, var en amerikansk demokratisk politiker och diplomat. Han var Pennsylvanias guvernör 1935–1939.
Earle efterträdde 1935 Gifford Pinchot som Pennsylvanias guvernör och efterträddes 1939 av Arthur James.
Earle var USA:s beskickningschef (minister) i Österrike 1933–1934 och i Bulgarien 1940–1941.